# Moscheea Faisal
Moscheea Faisal este o moschee din orașul Islamabad, Pakistan. Aceasta este moscheea națională a Pakistanului și cea mai mare moschee din Asia de Sud. Numele ei vine de la Faisal bin Abdulaziz Al Saud, regele Arabiei Saudite, care a sponsorizat construcția edificiului.

## Istorie și arhitectură
Ideea construirii moscheii a fost lansată în anul 1966 de către regele Faisal al Arabiei Saudite, în urma unei vizite oficiale, ce a sprijinit inițiativa guvernului pakistanez de a construi o moschee națională în Islamabad. La 3 ani după aceea, în anul 1969, a avut loc un concurs internațional între mai mulți arhitecți veniți din 17 țări pentru a prezenta un posibil design al vitoarei moschei. Design-ul câștigător a fost acela al arhitectului turc Vedat Dalokay, un design modern și neobișnuit. În anul 1976 au început oficial lucrările la mărețul edificiu, acestea fiind finanțate de guvernul Arabiei Saudite. Moscheea a fost finalizată în anul 1987 și a găzduit Universitatea Internațională Islamică.
Din punct de vedere al arhitecturii, Moscheea Faisal are un design unic, diferit față de cel al moscheilor tradiționale. Proiectul a stârnit numeroase critici din partea musulmanilor conservatori ce au considerat moscheea ca fiind o deviere de la lunga istorie a arhitecturii islamice din Asia de Sud. Ea nu prezintă domuri și nici arcuri. În schimb este construită sub forma unui cort beduin cu patru minarete sub forma unor creioane. Minaretele au o înălțime de 80 de metri. În cea ce privește capacitatea sa, Moscheea Faisal poate găzdui în timpul rugăciunii aproximativ 200.000 de persoane, fiind cea mai mare moschee din Pakistan și din Asia de Sud.

## Galerie de imagini

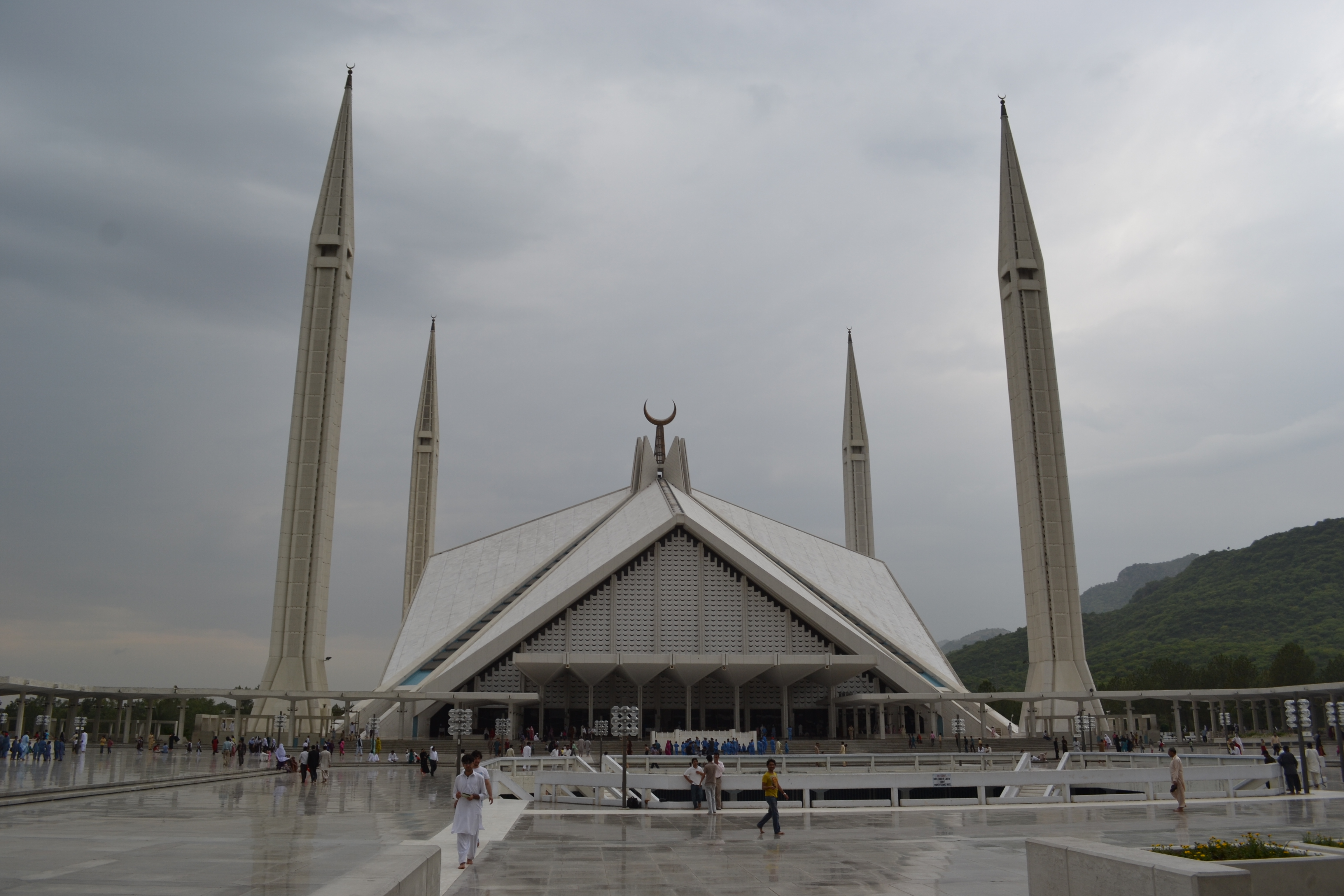
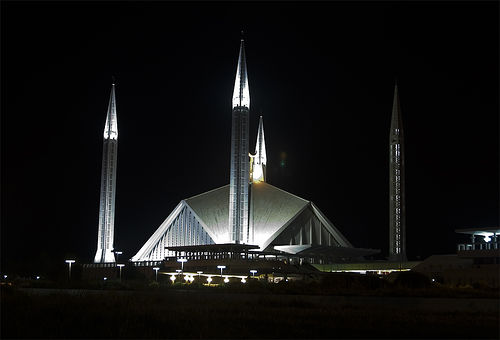
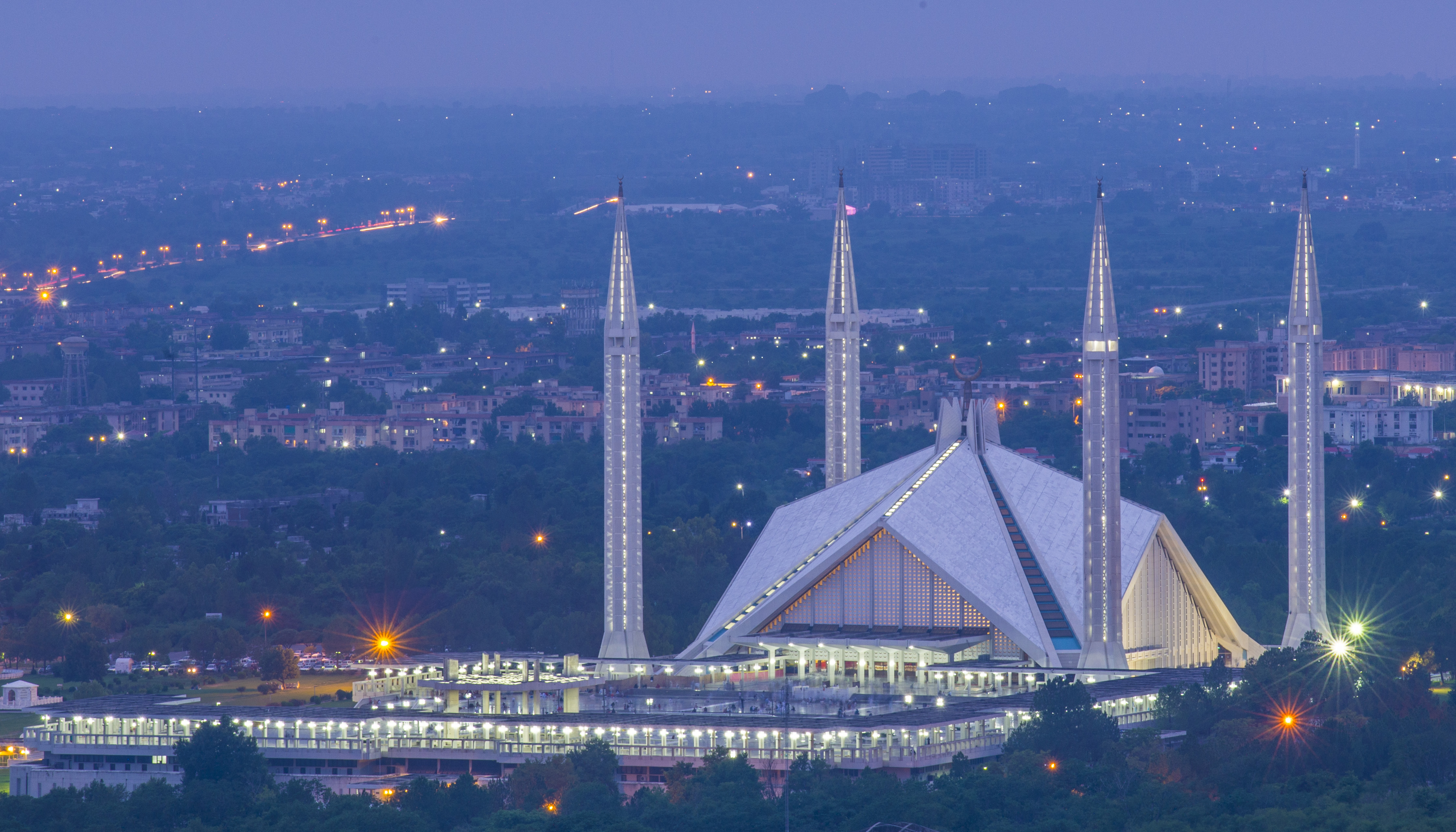
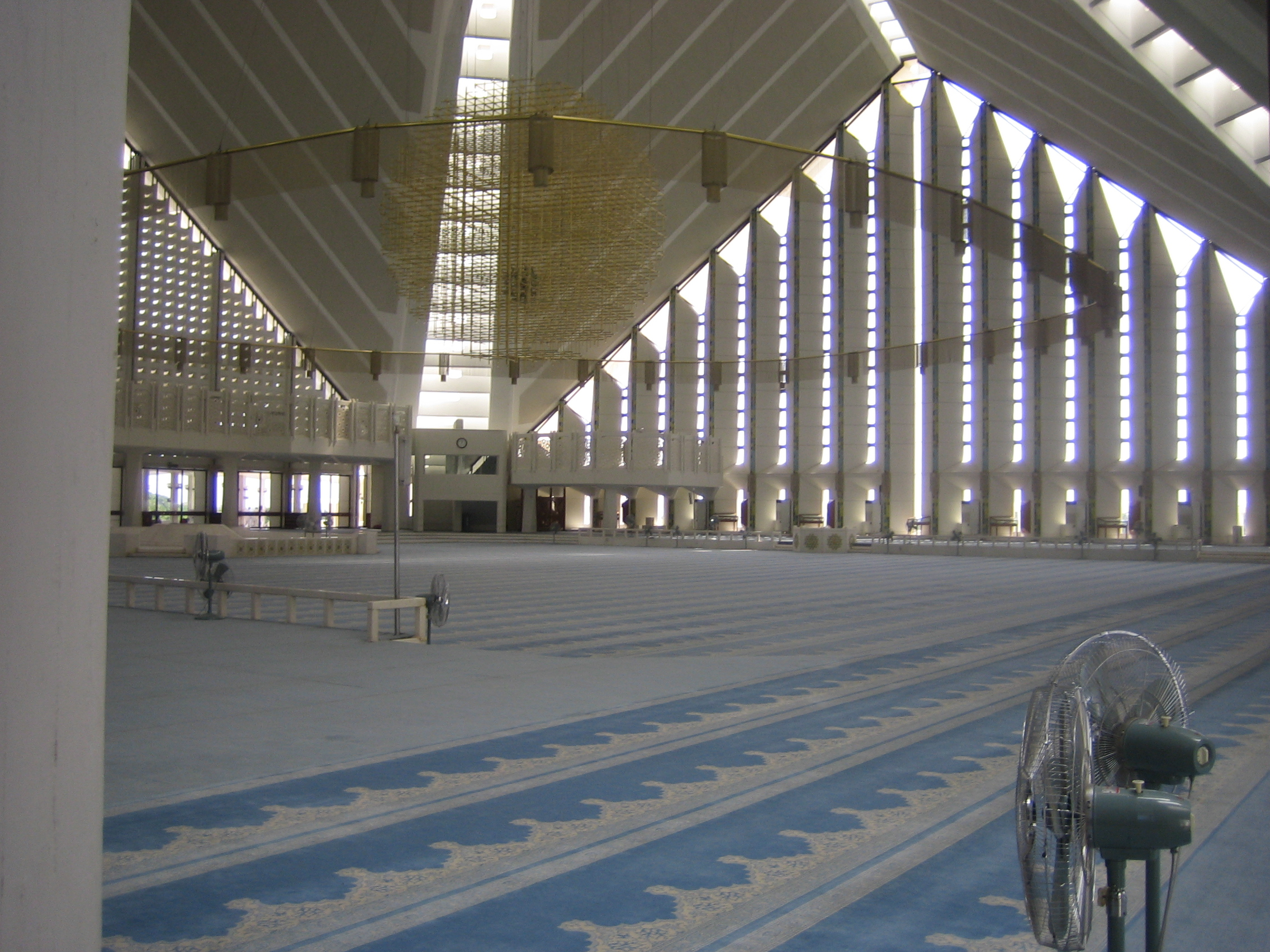
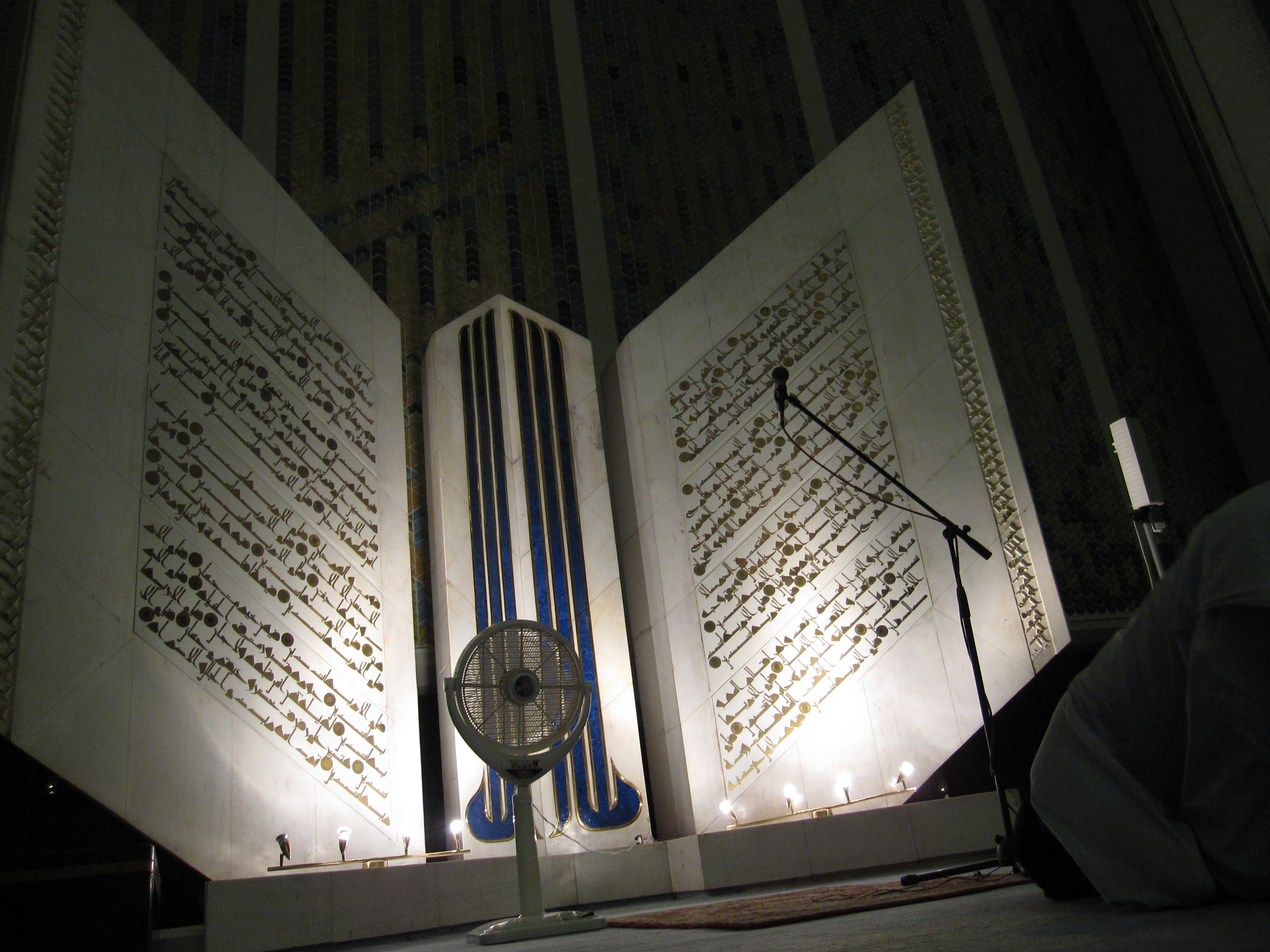